# سامانتا اسمیت
سامانتا رید اسمیت (به انگلیسی: Samantha Reed Smith) ‏ (۲۹ ژوئن ۱۹۷۲ – ۲۵ اوت ۱۹۸۵) یک دانش آموز دختر آمریکایی اهل ایالت مین بود که در دوران جنگ سرد میان ایالات متحده آمریکا و اتحاد جماهیر شوروی به شهرت رسید. سامانتا در سال ۱۹۸۲ نامه‌ای به رهبر تازه منصوب شده حزب کمونیست شوروی و در عمل رهبر شوروی یوری ولادیریمویچ آندروپوف نوشت، که در پی آن یک پاسخ شخصی به همراه دعوت برای بازدید از شوروی را دریافت کرد، سامانتا این دعوت را پذیرفت.
اسمیت توجه رسانه‌ها را در هر دو کشور به عنوان سفیر حسن نیت برانگیخت و مبدل به جوانترین سفیر مشارکت کننده آمریکا در فعالیت‌های صلح جویانه در ژاپن شد. وی پیش از مرگش در سن سیزده سالگی بر اثر یک سانحه هوایی، یک کتاب نوشت و در یک سریال تلویزیونی به ایفای نقش پرداخت.